# رولاند شار
رولاند شار (انگلیسی: Roland Schär؛ زادهٔ ۱ ژوئیهٔ ۱۹۵۰) دوچرخه‌سوار اهل سوئیس است.